# Айгизький сільський округ
Айги́зький сільський округ (каз. Айғыз ауылдық округі, рос. Айгызский сельский округ) — адміністративна одиниця у складі Аягозького району Абайської області Казахстану. Адміністративний центр — село Айгиз.
Населення — 1182 особи (2021; 1821 у 2009, 1925 у 1999, 2173 у 1989).
Станом на 1989 рік існувала Айгизька сільська рада (села Айгиз, Борли, Коксала) колишнього Чубартауського району. Село Борли було ліквідовано 2013 року.

## Склад
До складу округу входять такі населені пункти:
| Населений пункт  | Старі назви | Населення, осіб (1989) | Населення, осіб (1999) | Населення, осіб (2009) | Населення, осіб (2021) |
| ---------------- | ----------- | ---------------------- | ---------------------- | ---------------------- | ---------------------- |
| Айгиз, село      | -           | 1728                   | 1925                   | 1500                   | 1048                   |
| Борли, село      | -           | 289                    | -                      | 11                     | -                      |
| Коксала, село    | -           | 156                    | -                      | 310                    | 131                    |
| --Доненбай, село | -           | -                      | -                      | -                      | 3                      |